# Звезда Тигардена
Звезда Тигардена (SO25300.5+165258) — одиночная звезда в созвездии Овна. Находится на расстоянии ~12,5 световых лет от Солнца.
Открыта в сентябре 2003 года в ходе программы поиска быстро движущихся белых карликов. Названа в честь руководителя программы поиска Боннарда Тигардена.
Является красным карликом. У звезды обнаружены две экзопланеты в зоне обитаемости.

## Характеристики
Звезда Тигардена — это тусклый красный карлик (светимость более чем в 1000 раз меньше солнечной) спектрального класса M7,0. Радиус звезды почти в 10 раз меньше солнечного, а масса составляет ~9 % от массы Солнца. Это значение близко к границе масс между красными и коричневыми карликами, но тем не менее выше её.
Звезда не была открыта раньше из-за присущей таким объектам низкой температуры: её видимая звездная величина составляет лишь 15,4 (абсолютная — 17,47). Как и большинство красных и коричневых карликов, она излучает большую часть энергии в инфракрасном диапазоне.
Согласно первым измерениям, её параллакс составил 0,43 ± 0,13 угловых секунд. Это значение соответствовало бы расстоянию до звезды лишь в 7,5 световых лет, то есть она была бы третьей по расстоянию звездной системой от Солнца (между звездой Барнарда и звездой Вольф 359). Однако даже в то время из аномально низкой светимости (соответствующая абсолютная звездная величина составляла бы 18,5) и большой неопределенности параллакса следовало, что на самом деле она расположена несколько дальше. В 2009 году американский астроном Джордж Гейтвуд произвёл более точное измерения параллакса и получил величину 0,2593 угловых секунд, на основе которой было рассчитано значение расстояния в 12,578 световых лет. Наконец, в 2018 году с помощью телескопа «Gaia» значение параллакса было ещё немного уточнено до 0,261 угловых секунд, что соответствует расстоянию в 3,831 парсек или 12,497 световых лет.
Расчёты показали, что звезда Тигардена является довольно старой (более 8 млрд лет) и принадлежит к области толстого диска Млечного пути, однако не обладает типичной для холодных звёзд M класса высокой магнитной активностью, а также имеет низкую скорость вращения — период составляет более 100 дней.

## Планетная система
В 2019 году было объявлено об открытии в Обсерватории Кала-Альто в рамках проекта CARMENES с помощью метода радиальных скоростей двух землеподобных планет в обитаемой зоне в системе звезды Тигардена.
| Планета | Масса, M⊕       | Параметры орбиты      | Параметры орбиты | Параметры орбиты |                                |             |                      |
| ------- | --------------- | --------------------- | ---------------- | ---------------- | ------------------------------ | ----------- | -------------------- |
| Планета | Масса, M⊕       | Большая полуось, а.е. | Период, дней     | Эксцентриситет   | Температуры на поверхности, °С | Инсоляция   | Индекс подобия Земле |
| b       | 1,25+0,68 −0,22 | 0,0252+0,0008 −0,0009 | 4,9100 ± 0,0014  | 0,00             | 0-50                           | 1,15 ± 0,08 | 0,94                 |
| c       | 1,33+0,71 −0,25 | 0,0443+0,0014 −0,0015 | 11,409 ± 0,009   | 0,00             | -47                            | 0,37 ± 0,03 | 0,8                  |

Внутренняя планета Teegarden b находится на расстоянии 0,0252 а.е. от материнской звезды, то есть примерно в 15 раз меньше расстояния от Солнца до ближайшей к нему планеты — Меркурия, год на ней длится чуть менее 5 земных суток, а масса оценивается в 1,25M⊕.
Внешняя планета Teegarden c имеет массу 1,33M⊕, радиус орбиты 0,0443 а.е. (8,5 раз меньше расстояния от Меркурия до Солнца), по которой совершает полный оборот за 11,4 земных суток.
Орбиты обеих планет практически идеально круговые. И имея столь малые радиусы, учитывая достаточно большой возраст звезды, обе они, скорее всего, являются синхронными.
Поскольку значения радиусов планет с помощью метода радиальных скоростей получить невозможно, имеются лишь приближённые оценки, которые, в зависимости от возможного состава, различаются почти в 3 раза. Это даёт и большой разброс при вычислении комплексной характеристики — индекса подобия Земле. Для каменистого состава её величина весьма велика — 0,8 для внешней планеты и 0,94 для внутренней — это самое высокое на 2019 год значение. Однако при расчёте этого индекса не учитывается, в частности, спектральное распределение излучения материнской звезды и, как следствие, состав атмосферы планеты.
Само наличие атмосферы у планеты в системе красного карлика, особенно приливно захваченной, является предметом споров: вспышки жёсткого УФ-излучения могут приводить к её диссипации, с другой стороны, на ранних этапах эволюции звезды, когда такие вспышки являлись более частыми и мощными, планета могла обладать и более сильным магнитным полем, защищающим атмосферу, к тому же, за счёт выброса газов в ходе геологических процессов атмосфера могла сформироваться вторично. Далее, для синхронно вращающихся планет, согласно выводам ряда авторов, существенна вероятность того, что атмосферная циркуляция прекратится и жидкая вода не сможет существовать на ночной стороне, однако результаты моделирования, опубликованные другими специалистами, свидетельствуют, что при наличии даже тонкой (10 % земной) атмосферы шанс сохранения возможности переноса воздушных потоков и жидкой воды на поверхности весьма велик.
Если атмосфера всё-таки присутствует, климат тем не менее может варьироваться в широких пределах, в зависимости от её состава и интенсивности циркуляции потоков. Так, водяной пар в её составе может стать причиной бесконтрольного парникового эффекта, который для более лёгких звёзд начинается при более низких значениях инсоляции. Также следует учитывать степень экранирования и альбедо.
Беря в расчёт все вышеобозначенные факторы, учёные из Израиля в результате аналитического моделирования пришли к выводу, что при однородном распределении температур по поверхности планеты Teegarden b окажется в обитаемой зоне при инсоляции от 0,7 до 1,6 соответствующего значения для Земли, а Teegarden c — от 2,2 до 5 земных, в случае же более медленного выравнивания температур этот диапазон может быть даже ещё шире: при уровне получаемого излучения 0,3-15 GSC по крайней мере одна из двух планет гипотетически попадает в обитаемую зону. Учёные же из группы CARMENES в своей публикации дают конкретные значения инсоляции — 1,15 земной для внутренней планеты и 0,37 для внешней и соответствующие значения равновесной температуры на поверхности — 0-50 °С и −47 °С, при условии наличия плотных атмосфер, аналогичных земной. Между тем, если рассматривать положение планет в рамках концепции обитаемой зоны на диаграмме «Эффективная температура материнской звезды — поток падающего излучения», то Teegarden b окажется за границей консервативной обитаемой зоны, хотя и близко к ней и всё ещё в пределах оптимистической обитаемой зоны. При этом Teegarden c находится (с запасом) внутри консервативной обитаемой зоны.
Таким образом, система звезды Тигардена стала 4-й по счету (после Проксимы Центавра, Тау Кита и звезды Лейтена) от Солнечной системы с потенциально обитаемыми планетами. Однако, по словам исследователей из проекта CARMENES, это ближайшая система, в которой более одной планеты получают столько же излучения от своей звезды, сколько Земля и Марс от Солнца. Обе открытые планеты добавлены в каталог потенциально обитаемых миров, который после этого стал включать 52 объекта. Они стали одними из наиболее лёгких экзопланет, известных на 2019 год. Teegarden b и Teegarden c стали первыми планетами с массами порядка земной в системе очень холодного карлика, для которых значения масс были определены с помощью метода радиальных скоростей, а сама звезда Тигардена — самой лёгкой из тех, в чьих системах открыты планеты, массы которых при этом были измерены непосредственно.
Примечательно, что в то время как в силу ориентации плоскости их орбит относительно земной орбиты вокруг Солнца наблюдать их транзиты (прохождения по диску звезды) невозможно ни с Земли, ни с Марса, с самих этих экзопланет с 2044 по 2496 гг. гипотетически возможно будет наблюдать транзиты Земли и других планет Солнечной системы.

## Ближайшее окружение звезды
Следующие звёздные системы находятся на расстоянии в пределах 10 световых лет от Звезды Тигардена:
| Звезда             | Спектральный класс   | Расстояние, св. лет |
| L 1159-16          | M4,5 Ve              | 4,0                 |
| ε Эридана          | K2 V                 | 5,8                 |
| τ Кита             | G8 Vp                | 7,7                 |
| Звезда ван Маанена | DZ7                  | 7,8                 |
| Лейтен 726-8 AB    | M4,6 Ve / M6,0 V     | 8,0                 |
| ο2 Эридана ABC     | M4,6 Ve / M6,0 V / M | 8,7                 |
| YZ Кита            | M4,5 Ve              | 8,8                 |
| Грумбридж 34 AB    | M1.3 V / M3.8 Ve     | 8,9                 |
| Росс 248           | M4,9-5,5 Ve          | 9,7                 |